# Charles James
Pour les articles homonymes, voir James.
Charles James, né en 1906 en Angleterre, est un créateur de mode anglo-américain considéré par ses pairs comme un grand couturier, voire un sculpteur. Charles James a marqué l’histoire de la mode et continue d’exercer une influence sur certains créateurs de mode. Innovant, en perpétuelle recherche, il est particulièrement reconnu pour ses somptueuses robes de bal et les coupes très complexes de ses modèles. Il débute dans les années 1930 et, incroyable couturier mais mauvais vendeur, cesse ses activités en 1958 auréolé et ruiné. Qualifié de « génie de la coupe », sa carrière n'est qu'une succession de recherches artistiques, créations magnifiques, échecs commerciaux et soucis financiers. Il meurt en 1978 à New York.

## Biographie
Charles, anglo-américain, est né le 18 juillet 1906 dans le Surrey d'un père britannique, instructeur à l'Académie royale militaire de Sandhurst, et d'une mère américaine, issue d'une famille aisée de Chicago,. Il grandit en Angleterre et, après des études à Harrow, où il devient ami de Cecil Beaton, Evelyn Waugh et Francis Rose, il est renvoyé à cause de son comportement provocateur (Vanity Fair précise pour sa part que c'est à cause de ses « escapades sexuelles ».
Il refuse de préparer le concours d'entrée d'Oxford ; il étudie brièvement la musique à l'université de Bordeaux,, pour travailler. Vers 1925, Charles trouve un emploi chez l’entrepreneur en équipements électriques et chemins de fer Samuel Insull, un ami de la famille. Il travaille ainsi dans le département de « conception architecturale » (architectural design department), où il acquiert les compétences techniques et mathématiques qui lui serviront plus tard à élaborer les constructions sophistiquées, symboles de son succès. Il démissionne et passe rapidement par le Chicago Herald. L'année suivante, il devient modiste et ouvre sa première boutique de chapeaux à Chicago nommée « Charles Boucheron »,,.

### De Charles Boucheron à Charles James
Il s'installe à New York en 1928 toujours comme modiste, puis, étendant ses activités, d’abord au tailleur pour dames, puis à tout ce qui a trait à la toilette féminine, commercialise sa première collection de vêtements. Il se présente alors comme un « architecte structurel du vêtement » (sartorial structural architect). Dès le début des années 1930, il crée sa célèbre robe « Spirale » ou robe « Taxi », enroulant pour la première fois une Fermeture Éclair autour du corps de sa porteuse,, puis se fait remarquer pour ses jupes culottes.
Au cours de la décennie, il ouvre également une série de boutiques à Mayfair à Londres, ainsi qu’un atelier à l’Hôtel Lancaster à Paris. Il fait faillite une première fois avant d'ouvrir une seconde affaire dans la capitale anglaise. C'est en 1936 qu'il fonde la société « Charles James (London) Ltd. » et utilise pour la première fois son nom de manière officielle, n'en déplaise à son père désapprobateur.
De 1934 à 1935, il est à Paris pour créer des tissus aux côtés de Paul Poiret puis montre une première collection en 1937 dans la capitale française. Ce premier défilé de vêtements remporte un vif succès et conduit le couturier français Paul Poiret à lui déclarer : « je vous confie ma couronne, portez-là bien ».
Les bases de son style sont déjà posées, avec des robes du soir ou moulantes. Il fournit les grands magasins américains,. Il crée alors son audacieux modèle de paletot du soir en satin ivoire, qui préfigure la doudoune et que Salvador Dalí décrit comme « la première sculpture molle ». Porté par Pat Cleveland, ce paletot accède au rang d'icône dans les années 1970 et est aujourd’hui conservé au Victoria & Albert Museum à Londres.

### Aux États-Unis
Vers 1939, la Guerre fait fuir de Paris de nombreux couturiers étrangers : Creed, Molyneux vont à Londres, Mainbocher et James repartent aux États-Unis où ce dernier s'installe de façon permanente. Il décide de se concentrer définitivement ses affaires à New York où il ouvre une boutique « Charles James, Inc. ». Il crée, de 1943 à 1945, les vêtements pour la marque Elizabeth Arden. Il fournit les grands magasins américains comme Lord & Taylor, Bergdorf Goodman, Fortnum & Mason et Neiman Marcus.
En 1947, il présente une collection à Paris qui rencontre le succès. L'année suivante, une exposition, (A Decade of Design for Mrs Millicent H. Rogers by Charles James), est organisée au Brooklyn Museum par Millicent Rogers (en), une fidèle cliente. Cecil Beaton réalise de nombreuses photographies de ses robes : en 1948, Vogue publie une photographie de huit femmes en somptueuses robes du soir griffées Charles James ; cette photographie, signée du photographe, devient iconique,.
Dans les années 1950, période pendant laquelle il atteint son apogée, James travaille principalement dans son atelier du 699 Madison Avenue à New York. ; il continue à « créer des vêtements extraordinaires fabriqués dans des étoffes somptueuses », qu'il vend fort cher. Ses vêtements spectaculaires, qui lui valent un premier Coty Award (en) en 1950, puis un second quatre ans plus tard. En 1953, il reçoit aussi un Neiman-Marcus Award. Ces années-là, il établit des collaborations afin d'expérimenter diverses techniques de confection tout en restant « un peu à part » des autres créateurs américains.
Il crée sa plus célèbre robe de bal en 1953, dite « Trèfle à quatre feuilles », pour Austine Hearst ; Cette robe dispose d'une structure rigide pour soutenir son poids de 5,5 kilos. L'apparente fluidité et légèreté des robes de James cache, en effet, des créations pesant parfois jusqu’à plusieurs kilos.
Au milieu des années 1950, il forme le jeune styliste canadien Arnold Scaasi (en) ; ce dernier lance ensuite pour Charles James une ligne de prêt-à-porter et reste deux ans. Charles James n'est pas en adéquation avec la production de masse que cela entraine ; il suspend cette seconde ligne et choisit alors de concevoir des modèles spécifiques pour les grands magasins américains qui se chargent de les reproduire et de les vendre.
Sa clientèle fidèle, composée majoritairement de riches Américaines, supporte les retards de livraison et le caractère notoirement difficile du couturier, signe de sa créativité inégalée.

### Sa démarche créative
Innovant sans cesse, il élabore de nouvelles coupes et recherche de nouvelles techniques, semblant sculpter ses robes sur le corps des clientes. Il joue sur le volume de ses robes, en superposant les couches de soie, de satin, de taffetas ou de tulle, le tout en abondance. Ses drapés en spirale et ses coupes inspirées des modes du passé restent emblématiques de son style,.
Novateur, il expérimente coupes, assemblages et contrastes des tissus pour sculpter ses robes, cherchant à maitriser le passage de l'air entre le corps et la robe afin de donner volume et élégance. Connu pour ses sculpturales robes du soir et de bal, il excelle également dans les manteaux, capes ou tailleurs, parfois ornementés de broderie, fourrure, ou dans des coloris inhabituels qu'il vend entre autres chez Harrods. L'usage de tissus classiques tels que des tweeds ou des flanelles est contrebalancé par des coupes originales. Son approche de la mode est théâtrale dans l'image qu'elle donne et mathématique dans sa recherche.
Précis, perfectionniste, Charles James retravaille maintes et maintes fois ses créations, année après année, sans tenir compte de la saisonnalité de la mode, ni des contraintes commerciales et financières. C'est « sans conteste le maître de la ligne épurée conçue à partir d'une infrastructure complexe. » 
Il conçoit, en outre, des vêtements de maternité et des vêtements pour enfants. La princesse Grace Kelly achète, par exemple, les manteaux griffés James pour sa fille Caroline.

### Une fin de carrière tumultueuse
Plus novateur que commerçant, piètre gestionnaire, ayant comme idée principale « d'élever la mode au rang d'art plastique », il se retire en 1958, laminé par les pertes, procès et faillites,, espérant que ce qu'il considère comme ses œuvres d'art entrent dans les musées,.
Son mariage ne survit pas à cette épreuve. Il avait, en effet, épousé Nancy Lee Gregory, issue d’une famille aisée du Kansas et de vingt ans sa cadette, en 1954. Ensemble, ils avaient eu un fils, Charles Jr. né en 1956, et une fille, Louise née en 1957. Le couple divorce en 1961 mais cette vie familiale l'inspire : il crée ainsi des modèles pour femmes enceintes et présente une collection pour enfants, Grace Kelly commandant certaines pièces pour sa fille Caroline. À partir de 1964, James vit au Chelsea Hotel à New York, entouré d’une coterie d’admirateurs et d’étudiants, dont Homer Layne qui devient son nouvel assistant. Lieu mythique de la vie artistique new-yorkaise des années 1960 et 1970, le Chelsea Hotel a vu passer nombre de célébrités et d’anciennes gloires parmi ses résidents. Charles James y occupe trois pièces au 6e étage, qui lui servent à la fois de demeure, studio, atelier et lieu de stockage. Halston, grand admirateur de Charles James à qui il doit beaucoup, l’embauche en 1970 comme « consultant en ingénierie de mode » (fashion consultant engineer). Cette collaboration ne dure guère et est un échec : Halston considère les méthodes de James incompatibles avec les contraintes de production, tandis que James accuse Halston de vouloir voler ses formes iconiques.
Il meurt d'une pneumonie le 23 septembre 1978 à New York. Le Brooklyn Museum dispose d'une importante collection de ses robes, don d'une fidèle cliente.

## Reconnaissance et influences
Unanimement loué par ses pairs et la postérité, Charles James est une source d’inspiration pour nombre de personnalités de la mode.
Balenciaga le cite comme « le plus grand couturier américain », le seul à avoir « élevé la haute couture d'une forme d'art appliqué à une forme d'art pur, ». Il influence l'illustrateur Antonio dont il fait la connaissance au début des années 1960. Halston dit de lui qu'il est « le premier Américain à transformer les vêtements en œuvres d’art, à leur donner un aspect sculptural ». En 1974, le magazine anglais branché Nova lui consacre six pages. L'année suivante, pour l'exposition « Fashion and Fantasy », Roberto Polo, à l'époque responsable de la galerie Rizzoli, l'invite à rééditer un sofa qu'il avait créé dans les années 1950 pour la collectionneuse et mécène Dominique de Ménil.
En 2001, Charles James se voit attribuer une plaque sur le « Fashion Walk of Fame » dans le Garment District à New York. Cette plaque symbolique rend hommage à sa contribution dans l'histoire de la mode.
John Galliano s’inspire de Charles James pour la collection Dior haute couture printemps-été 2010. Zac Posen confie que « c’est l’un de mes couturiers préférés ». Sa collection de prêt-à-porter pour l’automne 2014 rend hommage à Charles James.

## Patrimoine et expositions
De son vivant, James s’était attelé à façonner son héritage ainsi qu’à protéger la mémoire de son œuvre. Dans les années 1970, il avait ainsi collaboré avec le dessinateur Antonio pour dessiner l’ensemble de ses créations.
Charles James avait accumulé de nombreux documents qu’il conservait dans son appartement de l’Hôtel Chelsea et qu’il essayait activement de donner à des institutions culturelles. Il espérait que ses créations, qu’il considérait comme des œuvres d’art, entrent au musée. C’est ainsi qu’il avait convaincu Millicent Rogers de faire don de sa garde-robe au Brooklyn Museum. Cette collection a été depuis transféré au Metropolitan Museum of Art de New York.
Outre sa première exposition de 1948, plusieurs expositions ont été dédiées au travail de James au fil des ans, à commencer par « Le Génie de Charles James » (The Genius of Charles James) au Brooklyn Museum d’octobre 1982 à janvier 1983.
En octobre 2011, le Musée d’histoire de Chicago organise l’exposition « Charles James : déconstruire son génie » (Charles James: Genius Deconstructed), qui dure jusqu’en avril 2012.
En 2014, c’est au tour du Metropolitan Museum of Art, dorénavant responsable de la collection James, de présenter l’exposition « Charles James : Au-delà de la mode » (Charles James: Beyond Fashion). Cette exposition marque l’ouverture du Anna Wintour Costume Center. Charles James est aussi à l’honneur lors du gala annuel du Metropolitan Museum of Art, l’un des événements les plus exclusifs du monde de la mode.
Du 31 mai au 7 septembre 2014, la Menil Collection, basée à Houston au Texas, présente l’exposition « Un infime mur d’air : Charles James » (A Thin Wall of Air: Charles James). Cette exposition prend pour thème l’espace entre le corps de la cliente et le tissu que James décrivait comme « un mur d’air », et que son ami le photographe Bill Cunningham a ensuite qualifié « d’infime mur d’air ».

### La maison James après Charles James
En mai 2014, galvanisé par l’exposition du Metropolitan Museum, The Weinstein Company (TWC) annonce avoir obtenu les droits sur la marque Charles James, depuis longtemps endormie. S’ensuit une bataille juridique de deux ans, opposant TWC à la société Luvanis, détentrice des droits sur la marque dans de nombreuses juridictions à travers le monde.
Zac Posen est alors pressenti pour devenir le nouveau directeur artistique de la marque,.
En juin 2016, après avoir remporté la bataille juridique contre TWC, Luvanis conclut un partenariat avec les héritiers de Charles James pour donner une nouvelle vie à la marque. En septembre 2018, ils dévoilent ensemble la nouvelle identité visuelle de Charles James et annoncent la mise en vente de la totalité des droits sur la marque, consolidés au cours des années précédentes.